# Грішники в шовках
«Грішники в шовках» (англ. Sinners in Silk) — американська мелодрама режисера Гобарта Генлі 1924 року.

## Сюжет
Артур Меррілл — гульвіса, який продовжує святкувати свою успішну операцію з омолодження, беручи дівчину додому — але вона виявляється коханою його сина.

## У ролях
- Адольф Менжу — Артур Меррілл
- Елеанор Бордман — Пенелопа Стівенс
- Конрад Нейджел — Брок Фарлі
- Джин Гершолт — доктор Юстас
- Едвард Коннеллі — Бейтс
- Джером Патрік — Джеррі Голл
- Джон Патрік — Боверс
- Гедда Гоппер — місіс Стівенс
- Міс Дюпон — Інес
- Вірджинія Лі Корбін — Флаппер
- Бредлі Ворд — Тед
- Дороті Дван — Ріта